# Pretty Savage
«Pretty Savage» es una canción grabada por el grupo femenino surcoreano Blackpink de su primer álbum de estudio coreano titulado The Album. Fue lanzada el 2 de octubre de 2020 a través de YG Entertainment e Interscope Records. Fue escrita por Teddy Park, Danny Chung, Løren y Vince, con la producción a cargo de Teddy junto con Bekuh BOOM, R.Tee y 24.

## Antecedentes y composición
«Pretty Savage», escrita por Teddy Park, Danny Chung, Løren y Vince, es una canción de estilo trap que, según la revista Rolling Stone, cuenta con «voces provocativas y un ritmo asustadizo al estilo staccato», esas letras son un «dedo de al medio levantado colectivo para todos los que las odian».

## Promoción
El grupo inició sus presentaciones en los programas de música de Corea del Sur el 10 de octubre cuando presentaron «Pretty Savage», donde se reveló por primera vez la coreografía de la canción, junto a «Lovesick Girls» en el programa Show! Music Core de MBC y el 11 de octubre en Inkigayo del canal SBS.

## Recepción de la crítica
La canción fue recibida con críticas generalmente positivas de los críticos. Jason Lipshutz de Billboard calificó a «Pretty Savage» como la mejor canción del disco, que denominó como «hipnótica durante sus feroces puntos altos» y «una de las mejores canciones Blackpink».
Callie Ahlgrim de Insider calificó a «Pretty Savage» como un «disparo directo de adrenalina» y señaló sobre la letra que «Sí, algunas perras no se pueden manejar». Escribiendo para Rolling Stone, Tim Chan nombró a la canción como «la pista más atrevida y descarada desde 'Thank U, Next' de Ariana Grande». En una reseña más negativa, Mikael Wood de The Angeles Times describió la canción junto a «How You Like That» como «dos declaraciones vagamente formuladas de feroz autodeterminación».

## Reconocimientos

### Listados
| Publicación    | Lista                                 | Ranking  | Ref.   |
| -------------- | ------------------------------------- | -------- | ------ |
| Amazon Music   | Best of 2021: K-Pop                   | Incluida | [ 11 ] |
| Spotify        | Top K-Pop Tracks of 2021              | Incluida | [ 12 ] |
| Verge Magazine | Las 10 mejores canciones de Blackpink | 5.º      | [ 13 ] |

## Posicionamiento en listas
| Lista (2020)                                        | Mejor posición |
| --------------------------------------------------- | -------------- |
| Australia (ARIA)                                    | 71             |
| Canadá (Canadian Hot 100)                           | 87             |
| Corea del Sur (Gaon Digital Chart)                  | 45             |
| Corea del Sur (Gaon Download Chart)                 | 13             |
| Corea del Sur (Gaon Streaming Chart)                | 54             |
| Corea del Sur (K-pop Hot 100)                       | 36             |
| Estados Unidos (Billboard Hot 100)                  | 87             |
| Estados Unidos (Billboard Global 200)               | 32             |
| Estados Unidos (Billboard 200)                      | 87             |
| Estados Unidos (Billboard Global Excl. U.S.)        | 18             |
| Estados Unidos (Billboard Bubbling Under Hot 100)   | 21             |
| Estados Unidos (Billboard World Digital Song Sales) | 2              |
| Grecia (IFPI)                                       | 86             |
| Malasia (RIM)                                       | 2              |
| Nueva Zelanda (RMNZ)                                | 8              |
| Portugal (AFP)                                      | 64             |
| Singapur (RIAS)                                     | 3              |

| Lista (2020)                 | Mejor posición |
| ---------------------------- | -------------- |
| Corea del Sur (Gaon Digital) | 51             |

## Ventas y certificaciones
| País                                               | Organismo certificador | Certificación | Ventas certificadas | Ref.   |
| Ventas                                             | Ventas                 | Ventas        | Ventas              | Ventas |
| -------------------------------------------------- | ---------------------- | ------------- | ------------------- | ------ |
| Australia                                          | ARIA                   | Oro           | 35 000*             | [ 31 ] |
| *Cifras de ventas basadas sólo en certificaciones. |                        |               |                     |        |

## Historial de lanzamiento
| País  | Fecha                | Formato                    | Sello                               | Ref.  |
| ----- | -------------------- | -------------------------- | ----------------------------------- | ----- |
| Mundo | 2 de octubre de 2020 | Descarga digital streaming | YG Entertainment Interscope Records | [ 2 ] |